# Wodospad Trzy Wody
Wodospad Trzy Wody – pomnik przyrody ustanowiony 26 marca 2008 roku z inicjatywy gminy Korczyna, Zespołu Karpackich Parków Krajobrazowych w Krośnie i Nadleśnictwa Kołaczyce. Wodospad powstał na warstwie piaskowca. Ma 5 metrów wysokości, a jego szerokość podstawy wynosi ok. 6 metrów. Jest jednym z nielicznych wodospadów skalnych, objętych ochroną prawną na terenie województwa podkarpackiego. Prowadzi do niego malownicza ścieżka przyrodnicza, przebiegająca przez las Komborni. Trzy przystanki z tablicami informacyjnymi opisują atrakcje przyrodnicze ścieżki, np. stanowisko sosny czarnej lub drzewa żywicowane. Na szlaku znajdują się też zbudowane z piaskowców ciężkowickich Zaginione Skałki.

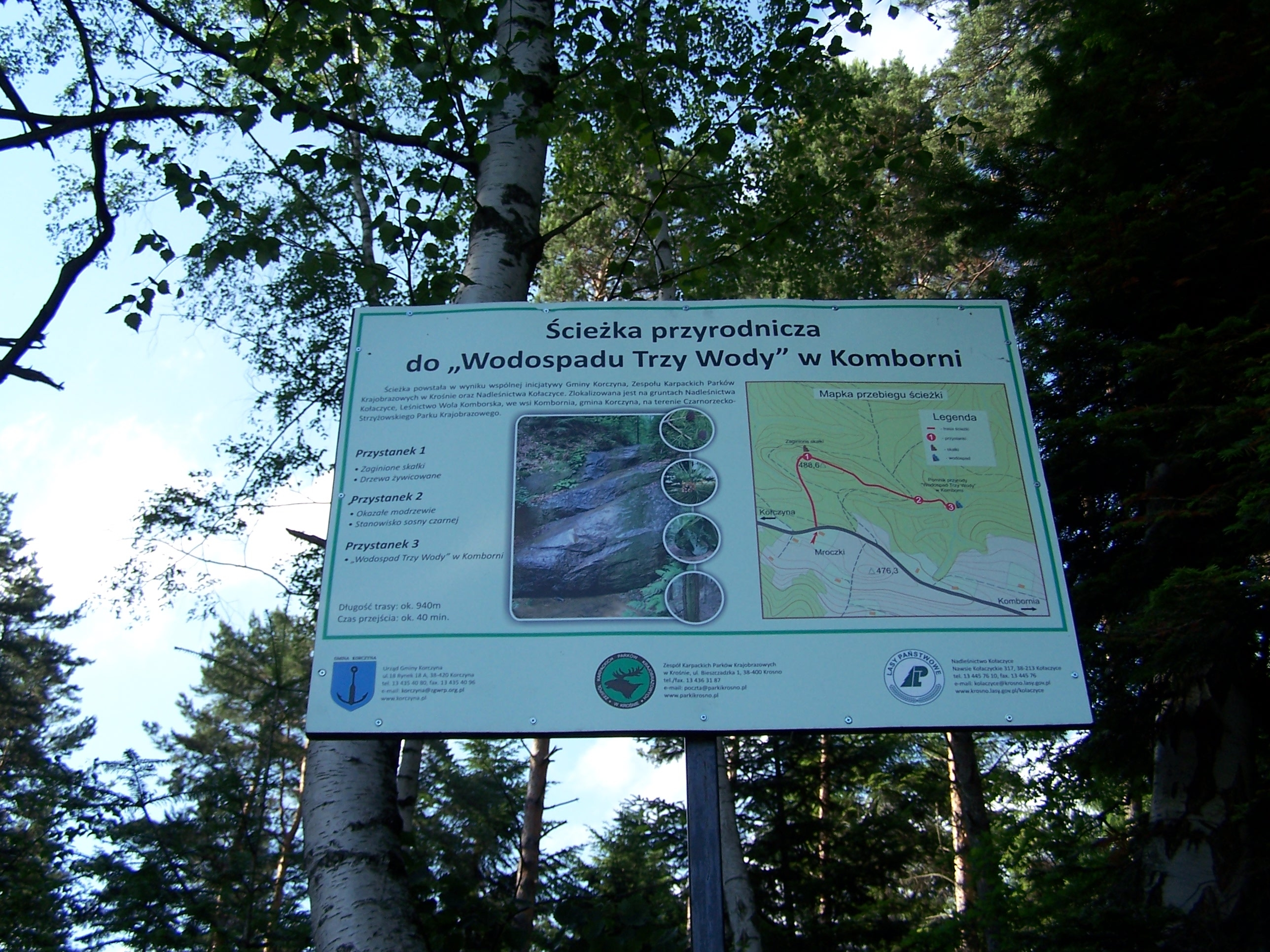
Tablica informacyjna przy wejściu na ścieżkę przyrodniczą.
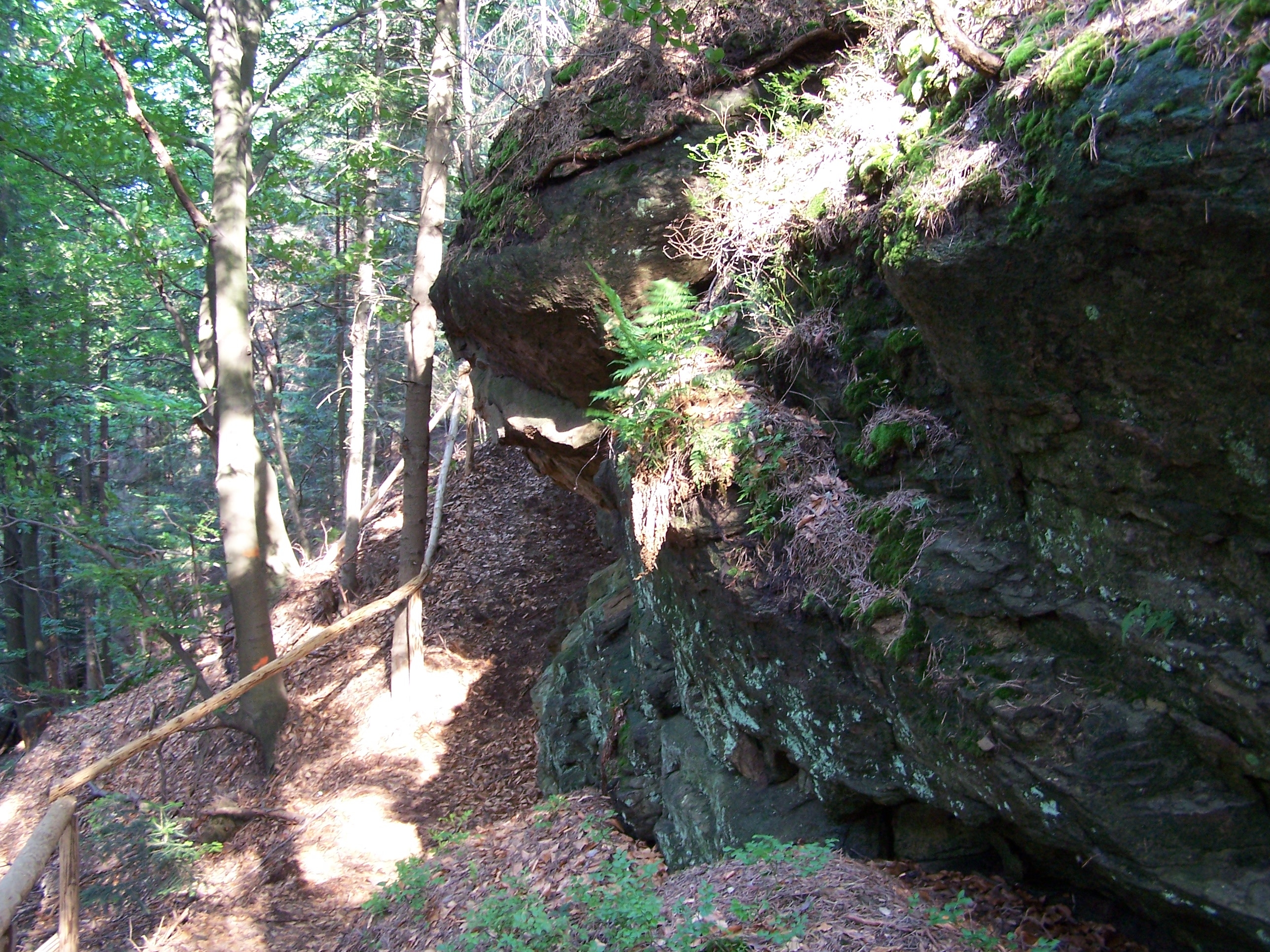
Zaginione Skałki na szlaku do wodospadu.
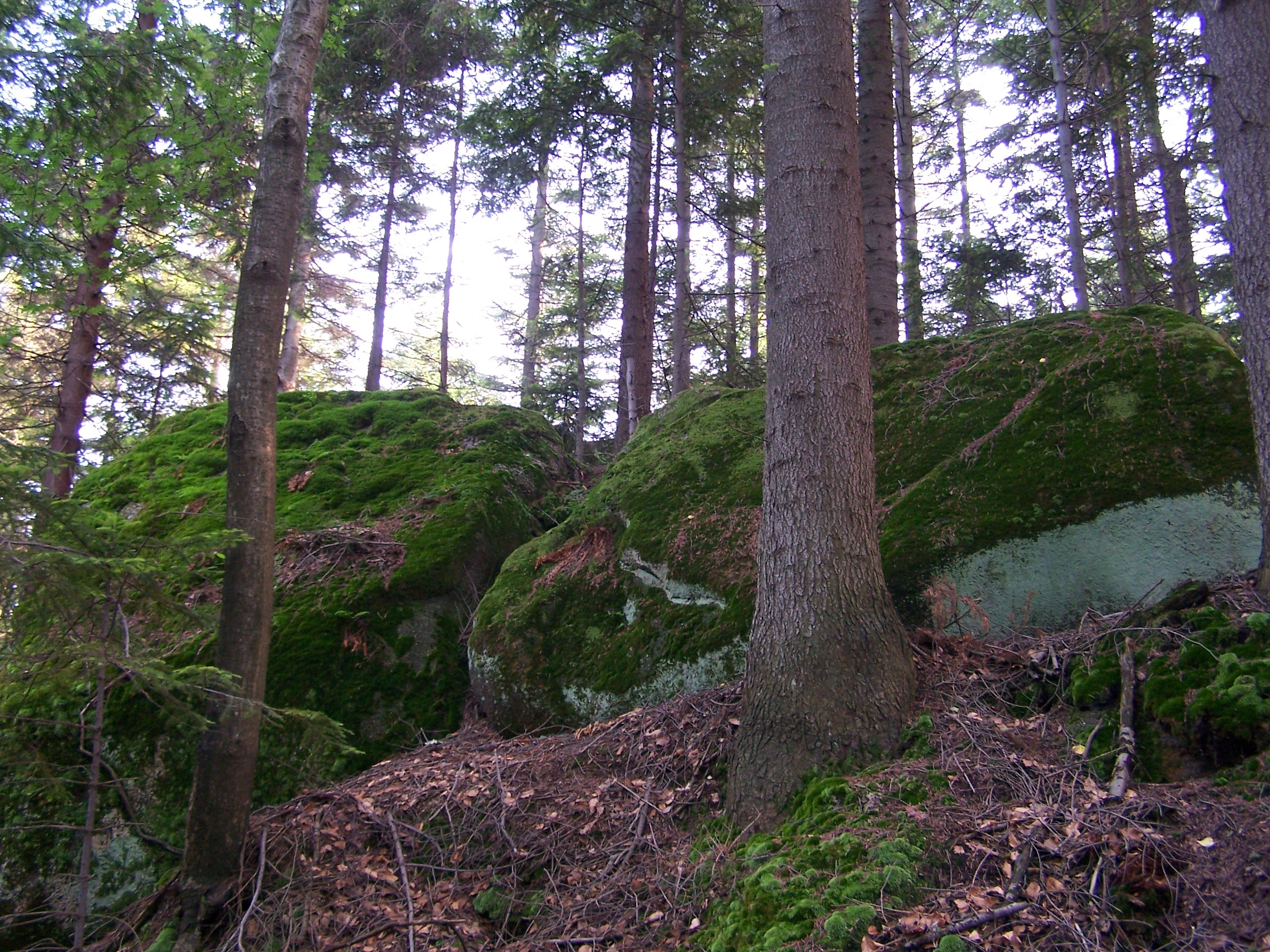
Zaginione Skałki na szlaku do wodospadu.